# La Compagnie du Café-Théâtre
La Compagnie du Café-Théâtre est un théâtre privé à Nantes, composée de deux salles. Elle est créée en 1998 par Mathilde Moreau.  
Son activité est découpée en deux, la première est l'enseignement du théâtre comique. La deuxième a pour but de promouvoir la scène comique nationale et régionale à Nantes. La marraine du lieu est l'humoriste Anne Roumanoff. 
Kev Adams a joué pour la première fois, son premier spectacle The Young Man Show à la Compagnie du Café-Théâtre.

## Voisinage
- Sous le porche qui mène à la Compagnie du Café-Théâtre, au 6 rue des Carmélites, est née Sophie Trébuchet, la mère de Victor Hugo